# Пат Матини
Патрик (Пат) Брус Матини (на английски: Patrick Bruce „Pat“ Metheny) е американски джаз китарист и композитор.
Той е лидер на Пат Матини Груп и взима участие в дуети, солови творби и други странични проекти. В стила му се откриват елементи на прогресивния и съвременния джаз, пост бопа, латино джаза и джаз фюжъна. Матини има три златни албума и 20 награди Грами. Брат е на джаз флигорниста и журналист Майк Матини.

## Биография
Матини израства в родния Лийс Съмит в щата Мисури. Това е предградие, намиращо се югоизточно от Канзас Сити. Когато навършва 15 години, той печели стипендия от Даун Бийт за едноседмичен лагер за джаз таланти, и е поет от китариста Атила Цьолър. Цьолър кани младия Матини да посети Ню Йорк, където му се отдава възможността да види величия като Джим Хол и Рон Картър. След завършването на гимназията в Лийс Съмит, Матини за кратко е студент в Маямския университет в Корал Гейбълс, щата Флорида. Това се случва през 1972 година, и е поканен да заеме учителска позиция. По-нататък отива в Бостън, където е асистент в Музикалния колеж в Бъркли при вибрафониста Гери Бъртън. През 1974 г. прави дебют в две сесии, за пианиста Пол Бли и Керъл Гос и техния Импровайзин Артистс, където се събира с електрическия бас китарист Джако Пасториъс.